# Poolbillard-Europameisterschaft 1982
Die Poolbillard-Europameisterschaft 1982 war ein vom europäischen Poolbillardverband EPBF in Göteborg in Schweden ausgerichteter Poolbillardwettbewerb.
Ausgespielt wurden die Disziplinen 8-Ball und 14/1 endlos bei den Herren und Damen.
Drei der vier EM-Titel gewannen Schweden, Ulf Hjalmvall und Bengt Jonasson bei den Herren, Eva Eleholt bei den Damen. Die Deutsche Klara Lensing wurde Europameisterin im 8-Ball und konnte damit als Einzige einen Titel aus dem Vorjahr erfolgreich verteidigen. Edgar Nickel gewann mit Bronze im 14/1 endlos die zweite Medaille für den deutschen Billard-Verband.

## Medaillengewinner
| Disziplin            | Gold           | Silber          | Bronze             |
| -------------------- | -------------- | --------------- | ------------------ |
| Herren – 14/1 endlos | Ulf Hjalmvall  | Jurgen Karlsson | Bjørn L’Orange     |
| Herren – 14/1 endlos | Ulf Hjalmvall  | Jurgen Karlsson | Edgar Nickel       |
| Herren – 8-Ball      | Bengt Jonasson | Björn Jonsson   | Roger Ekholm       |
| Herren – 8-Ball      | Bengt Jonasson | Björn Jonsson   | Per Norell         |
| Damen – 14/1 endlos  | Eva Eleholt    | Anke Cronquist  | S. Schmid          |
| Damen – 14/1 endlos  | Eva Eleholt    | Anke Cronquist  | Ewa Svensson       |
| Damen – 8-Ball       | Klara Lensing  | Louise Furberg  | Mona Johannson     |
| Damen – 8-Ball       | Klara Lensing  | Louise Furberg  | Elisabeth Leschanz |